# August Eiebakke

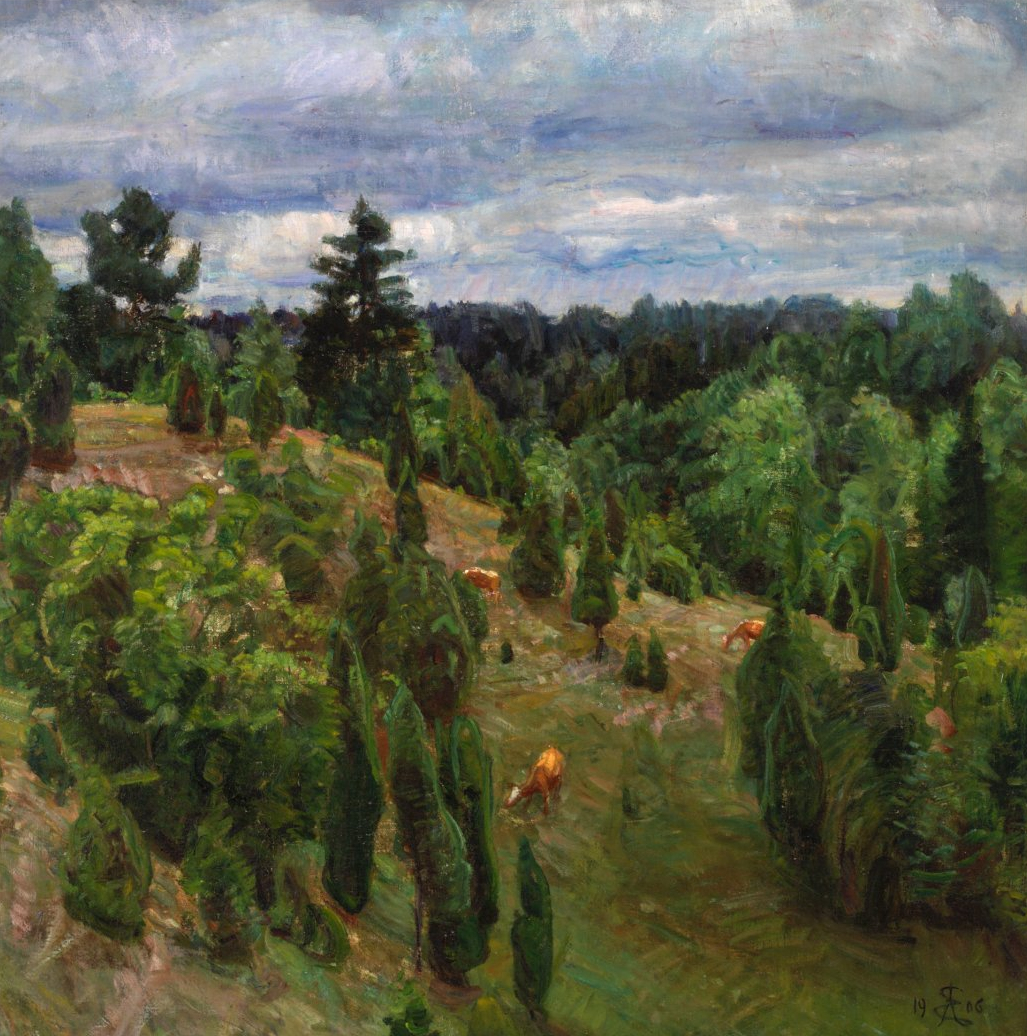
Grüne Landschaft, 1906

August Eiebakke (* 25. April 1867 in Askim; † 21. Juli 1938 in Oslo) war ein norwegischer Maler.

## Leben
August Eiebakke kam 1883 nach Kristiania, wo er die Königliche Kunstschule besuchte. Gleichzeitig nahm er Unterricht bei Christian Krohg und Eilif Peterssen. Er debütierte bei Herbstausstellung 1887, wo er Anerkennung für seine naturalistischen Volktumsschilderungen gewann. 1890 malte er Anretning (Nationalmuseum Oslo).
1891 und 1896 war August Eiebakke Schüler bei Kristian Zahrtmann in Kopenhagen. 1892 reiste er nach Paris und 1893 und 1895 nach Italien. Beeinflusst von Italien begann er, religiöse Bilder und Altarbilder in einem neoromantischen Stil zu malen, wie  z. B. Kristus tager Afsked med de 11 Apostle 1900/1901. Doch kehrte er wieder zu seiner früheren naturalistischen Formensprache zurück.
1910–37 war er Lehrer an der håndverks~ og kunstindustriskole in Oslo.